# Aliança Internacional de Memória do Holocausto
A Aliança Internacional de Memória do Holocausto, mais conhecida pela sigla  IHRA (do inglês International Holocaust Remembrance Alliance) é uma organização intergovernamental fundada em 1998 que une governos e especialistas para fortalecer, avançar e promover a educação, pesquisa e lembrança do Holocausto em todo o mundo e defender os compromissos da Declaração do Fórum Internacional de Estocolmo sobre o Holocausto. A IHRA tem 34 países membros, um país de ligação e sete países observadores.
A organização foi fundada pelo então primeiro-ministro sueco Göran Persson em 1998. De 26 a 28 de janeiro de 2000, foi realizado o Fórum Internacional de Estocolmo sobre o Holocausto, reunindo líderes políticos e autoridades de mais de quarenta países para se encontrarem com líderes cívicos e religiosos, sobreviventes, educadores e historiadores. O ganhador do Prêmio Nobel Elie Wiesel atuou como presidente honorário do Fórum, e o professor Yehuda Bauer foi o conselheiro acadêmico sênior do evento.
A IHRA busca influenciar a formulação de políticas públicas sobre questões relacionadas ao Holocausto e desenvolve pesquisas sobre seus aspectos menos conhecidos. A entidade adotou sua definição prática de antissemitismo em 2016 e desde então atua para promovê-la internacionalmente. Em 1º de junho de 2017, o Parlamento Europeu aprovou uma resolução conclamando os Estados-Membros da União Europeia e suas instituições a adotarem e aplicarem a definição operacional de antissemitismo proposta pela IHRA, que apoia a controversa equiparação entre antissemitismo e antissionismo ou críticas a Israel.

## Países membros
| País membro        | Ano de ingresso |
| ------------------ | --------------- |
| Argentina          | 2002            |
| Austrália          | 2019            |
| Áustria            | 2001            |
| Bélgica            | 2005            |
| Bulgária           | 2018            |
| Canadá             | 2009            |
| Croácia            | 2005            |
| Chéquia            | 2002            |
| Dinamarca          | 2004            |
| Estónia            | 2007            |
| Finlândia          | 2010            |
| França             | 1999            |
| Alemanha           | 1998            |
| Grécia             | 2005            |
| Hungria            | 2002            |
| Irlanda            | 2011            |
| Israel             | 1998            |
| Itália             | 1999            |
| Letónia            | 2004            |
| Lituânia           | 2002            |
| Luxemburgo         | 2003            |
| Países Baixos      | 1999            |
| Macedónia do Norte | 2021            |
| Noruega            | 2003            |
| Polónia            | 1999            |
| Portugal           | 2019            |
| Roménia            | 2004            |
| Sérvia             | 2011            |
| Eslováquia         | 2005            |
| Eslovénia          | 2011            |
| Espanha            | 2008            |
| Suécia             | 1998            |
| Suíça              | 2004            |
| Reino Unido        | 1998            |
| Estados Unidos     | 1998            |

## Países observadores e de ligação
Os países que se candidatam a membros da IHRA são inicialmente aceitos como observadores, sujeitos à aprovação do plenário, e participam como tal dos grupos de trabalho e do Plenário.
|                      | Status     |
| -------------------- | ---------- |
| Albânia              | Observador |
| Bósnia e Herzegovina | Observador |
| Chipre               | Observador |
| El Salvador          | Observador |
| Moldávia             | Observador |
| Mônaco               | Observador |
| Nova Zelândia        | Observador |
| Turquia              | Observador |
| Uruguai              | Observador |

O Brasil aderiu à organização como membro observador em 2021, durante o governo Bolsonaro, mas retirou-se em 2025, durante o terceiro governo Lula e em meio ao agravamento do conflito israelo-palestino de 2023.